# Chœur Gospel Célébration
Pour les articles homonymes, voir Gospel (homonymie).
Le Chœur Gospel Célébration est un chœur gospel de la province de Québec. Il a été fondé le 1er mars 2000 par Fernande Angers et est composé d'une trentaine de choristes âgés entre 18 et 66 ans. Il s'impose comme une référence gospel incontournable au Québec, se produisant fréquemment dans plusieurs festivals, événements et émissions télévisées d'envergure. 

## Parcours du groupe
Depuis sa création en 2000, le chœur a acquis une notoriété certaine sur la scène musicale au Québec et sa réputation d'excellence est reconnue d'emblée par diffuseurs et spectateurs. En plus d'avoir l'honneur de partager la scène avec des artistes de renom tels que Sylvie Desgroseilliers, Florence K, Johanne Blouin, Mélanie Renaud, Zachary Richard, Muna Mingole, Vic Vogel et Kim Richardson, le Chœur Gospel Célébration a participé à plusieurs grands événements dont le Festival d'été de Québec, le Festi Jazz International de Rimouski, les Fêtes de la Nouvelle-France, le Festival Gospel de Repentigny, Expo-Québec et le Mondial choral de Laval, où il a eu l'honneur de faire la première partie de Charles Aznavour. On a aussi pu le voir à la télévision aux émissions « Bons baisers de France », « La Classe de 5ème », « Demandes spéciales », « En direct de l'univers » et au « Gala Artis 2010 ». 
Le 28 février 2009, le Chœur gospel Célébration remportait un concours international de chant gospel, à New York. Il a effectivement gagné le premier prix du Pathmark Gospel Choir Competition, alors qu'il était le seul représentant du Québec et du Canada à cette importante compétition, qui regroupait des chorales de partout aux États-Unis. Cette victoire a fait l'objet d'un important battage médiatique au Québec et a permis au chœur d'obtenir une visibilité sans précédent pour un ensemble vocal au Québec.
Le 19 juin 2010, le Chœur répétait l'exploit, cette fois-ci dans le cadre de la plus grande compétition gospel en Amérique du Nord, le McDonald's Gospelfest. Sélectionné parmi plus de 40 000 ensembles et artistes pour participer au prestigieux concours, il y a remporté le premier prix de la catégorie "Out-of-Town Choir", devenant le premier chœur étranger à réussir cet exploit. Les 17 000 personnes rassemblées au Prudential Center ont réservé une ovation monstre au Chœur Gospel Célébration à la fin de sa prestation.